# Live Recordings 2004
Live Recordings 2004 — перший мініальбом англійської групи Keane, який вийшов 3 травня 2005 року.

## Композиції
1. Somewhere Only We Know - 4:10
2. We Might as Well Be Strangers - 3:18
3. Allemande - 5:06
4. This Is the Last Time - 3:26
5. Everybody's Changing - 3:48
6. Bedshaped - 4:48

## Учасники запису
- Том Чаплін — вокал, гітара
- Тім Райс-Окслі — клавішні, бек-вокал
- Річард Г'юз — ударні
- Джессі Квін — бас, бек-вокал